# گروسفیشلینگن
گروسفیشلینگن (به آلمانی: Großfischlingen) یک شهر در آلمان است که در زودلیشه واینشتراسه واقع شده‌است. گروسفیشلینگن  ۶۴۸ نفر جمعیت دارد.